# Michael J. Koop
Michael J. Koop (* 1962 in Hildesheim) ist der Institutsleiter des Niedersächsischen Studieninstituts für kommunale Verwaltung e. V. in Hannover.

## Leben
Nach dem Studium der Volkswirtschaftslehre an der Universität Konstanz promovierte er 1993 bei Horst Siebert am Lehrstuhl für Internationale Wirtschaftsbeziehungen. Danach wechselte er an das Institut für Weltwirtschaft in Kiel, wo er ebenfalls bei Siebert habilitierte. Danach war er ordentlicher Professor für Volkswirtschaftslehre an der Hochschule Magdeburg-Stendal. Am 18. September 2005 kandidierte er erfolglos für die FDP im Bundestagswahlkreis Hannover-Land I. Dabei erhielt er 4,3 % der Erststimmen; die FDP erhielt 9,8 % der Zweitstimmen.
Seit 2009 ist er Institutsleiter des Niedersächsischen Studieninstitutes für kommunale Verwaltung e. V. Die Verwaltungsfachschule hat ihre Hauptstandorte in Braunschweig, Hannover und Oldenburg sowie an 17 weiteren Lehrgangsorten in Niedersachsen. Für praxisorientierte Aus- und Fortbildung des mittleren Verwaltungsdienstes sorgen circa dreißig hauptamtliche Dozenten und über 600 nebenamtliche Lehrbeauftragte und Referenten.
Koop ist Vertrauensdozent der Friedrich-Naumann-Stiftung für die Freiheit.

## Veröffentlichungen
- De oeconomia intergalactica: Von Schnellen Volkswirtschaften, kosmischen Handelshemmnissen und extraterrestrischer Kapitalflucht (On Fast Economies, Cosmic Barriers to Trade, and Extraterrestrial Capital Flight). Faude-Verlag, Konstanz 1989 (zusammen mit Axel Behrens, Jesko Hentschel, Joachim Keck, Peter König, Michael Koop, Ernst Mohr, Jonathan Thomas).
- Bert Hofman, Michael J. Koop: Monetary overhang and the dynamic of prices, exchange rates, and income in the transition to a market economy. Kiel Institute of World Economics, 1990.
- Capital income taxation of asymmetric countries. Kiel Institute of World Economics, 2001.